# 15 Batalion Saperów (LWP)
15 Batalion Saperów (15 bsap.) – oddział wojsk inżynieryjno-saperskich ludowego Wojska Polskiego.

## Historia batalionu
15 Batalion Saperów został sformowany w Berdyczowie na podstawie rozkazu dowódcy 1 Armii Polskiej w ZSRR nr 00127 z 4 lipca 1944 według etatu nr 010/562 jako organiczny oddział 1 Korpusu Pancernego. Formowanie rozpoczęto 16 lipca 1944.
W operacji łużyckiej współdziałał z jednostkami pancernymi w pokonywaniu przeszkód wodnych i zapór inżynieryjnych. Zbudował 6 mostów i przygotował 8 brodów na przeprawach przez Nysę Łużycką i Szprewę. Uczestniczył w operacji łużyckiej i praskiej wykonując rozkazy dowódcy 1 KPanc. oraz dowódców jednostek korpusu, do których bywał czasowo przydzielany.
Po powrocie do kraju brał udział w rozminowywaniu Górnego Śląska.
Rozformowany na mocy rozkazu nr 0248/org. z 14 września 1945 roku.

## Obsada personalna dowództwa
Obsada personalna dowództwa batalionu:
- dowódca batalionu – kpt. Józef Dąbek (od VIII 1944 do końca wojny)
- zastępca dowódcy do spraw liniowych
  - kpt. Nikiforow (VIII 1944 – II 1945 i od IV 1945)
  - ppor. N. Mikolenus (III – IV 1945)
- zastępca dowódcy do spraw polityczno-wychowawczych
  - ppor. Józef Sawicki (IX 1944 – III 1945)
  - ppor. Franciszek Sitek (od IV 1945)
- szef sztabu – por. Anochin (VIII 1944 – IV 1945)

## Organizacja batalionu wg etatu nr 010/562
- Dowództwo i sztab
- pluton dowodzenia
- 3 x kompania saperów
  - 3 x pluton saperów
- kompania minowania
  - drużyna zaopatrzenia
- kwatermistrzostwo
  - punkt pomocy medycznej
  - lazaret weterynaryjny
  - warsztaty i magazyn techniczny
- drużyna gospodarcza

Stan etatowy batalionu – 473 żołnierzy, w tym 37 oficerów, 90 podoficerów i 347 szeregowych.
Batalion posiadał 42 samochody i 483 miny.